# Leptocheirus hirsutimanus
Leptocheirus hirsutimanus is een vlokreeftensoort uit de familie van de Corophiidae. De wetenschappelijke naam van de soort is voor het eerst geldig gepubliceerd in 1862 door Bate.